# Karl Bertil Nilsson
Karl Bertil Nilsson, född 17 maj 1927 i Raus församling i Helsingborg, död 7 juli 2011 i Ekeby församling, Lunds stift, var en svensk bildpedagog, skulptör, målare och tecknare.
Han var son till verkmästaren Karl Sigvard Nilsson och Jenny Ragnhild Jakobsson. Han utbildade sig till teckningslärare vid Konstfackskolan i Stockholm 1946–1950 och företog ett flertal studieresor till bland annat Paris, Rom och Spanien 1949–1956. Separat ställde han bland annat ut i Östersund och Lycksele. Han medverkade i ett flertal samlingsutställningen arrangerade av Jämtlands konstförening, Helsingborgs konstförening och Sveriges allmänna konstförening samt i Nationalmuseums Unga tecknare. Hans konst består av skulpturer i trä eller gips samt målningar utförda i olja, akvarell och blyertsteckningar. 